# 106.4 Top FM
Radio TOP FM est une radio privée régionale de Bavière.

## Historique
106.4 Top FM succède à la station de radio FFB 106.4, qui a commencé à diffuser le 19 mai 1990. La BLM supervise la restructuration par Imcom Immobilien und Medien GmbH & Co. KG qui rebaptise la radio 106.4 Top FM.
Le 1er octobre 2017, la station reprend cinq stations anciennement utilisées par Radio Hitwelle et Rock Antenne au nord et à l'est de Munich à Erding, Freising, Ebersberg, Moosinning et Isen.

## Programmation
La station propose un mélange musical de pop rock et rock des années 1970 à 2000. À chaque heure de la journée, il y a un bulletin d'informations par un correspondant de l'arrondissement.

## Diffusion
Les programmes de Radio TOP FM sont diffusés, en modulation de fréquence, sur la bande FM ainsi que par le biais de DAB+ dans l'agglomération Munichoise et des arrondissements de Fürstenfeldbruck, Munich, Dachau, Landsberg am Lech et Starnberg, au cœur du land de Bavière.

### Source de la traduction
- (de) Cet article est partiellement ou en totalité issu de l’article de Wikipédia en allemand intitulé « egoFM » (voir la liste des auteurs).